# Siméon Ier le Fier
Siméon Ier Ivanovitch (7 novembre 1316 - 27 avril 1353) dit le Fier ou le Superbe, fut Grand-Prince de Moscou et de Vladimir de 1340 à 1353.

## Biographie
Il est le fils aîné d'Ivan Ier Kalita, né en 1316 à Moscou. En 1339, il se rend avec son père à la Horde d'or. En 1341, il est couronné à Vladimir. Il poursuit pendant son règne la politique paternelle de soumission aux Mongols et s'appuie sur la Horde d'or. Il se rend d'ailleurs au moins cinq fois à Saraï, où il devient l'intime du khan Djanibeg, le fils d'Özbeg.
En 1352 apparaît en Russie la « mort noire » venue des Indes. Siméon meurt le 27 avril 1353 de l'épidémie, à Moscou, après avoir eu le temps de revêtir l'habit monacal sous le nom de Sozant. Il est enterré à la cathédrale de l'Archange-Saint-Michel de Moscou, qui devient ensuite la sépulture des princes de Moscovie.

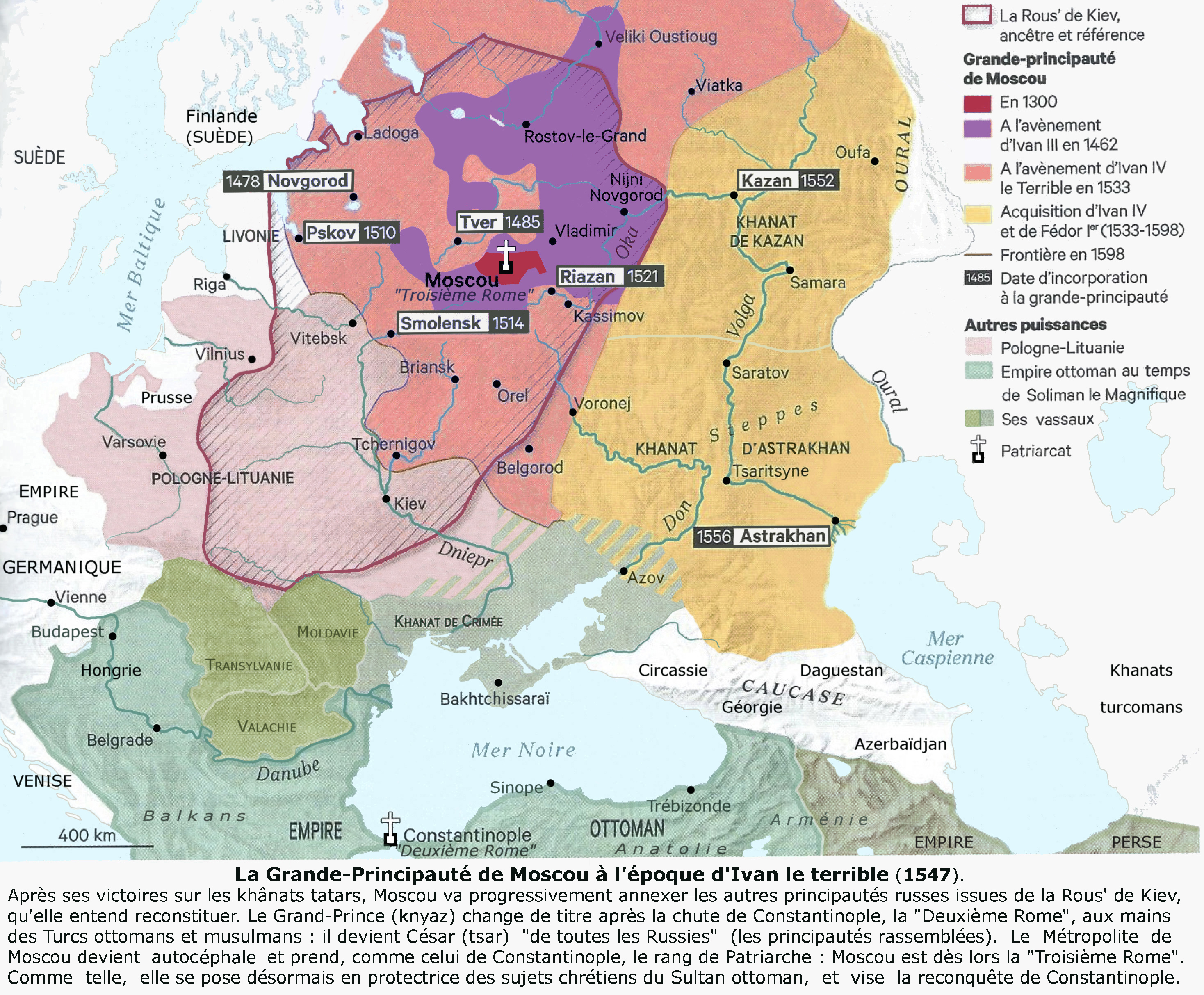
La Grande-principauté de Moscou et son expansion territoriale aux.

Deux de ses fils périssent au cours de l'épidémie et il ne laisse pas d'héritier survivant. Sa succession est assurée par son frère Ivan II Ivanovitch.